# Sainte-Trinité, Paris
Sainte-Trinité är en kyrkobyggnad i Paris, invigd åt den Heliga Treenigheten. Kyrkan är belägen vid Place d'Estienne-d'Orves i Paris nionde arrondissement.